# Nothroctenus fuxico
Nothroctenus fuxico är en spindelart som beskrevs av Dias och Antonio D. Brescovit 2004. Nothroctenus fuxico ingår i släktet Nothroctenus och familjen Ctenidae. Inga underarter finns listade i Catalogue of Life.